# Ochre Pit Cove

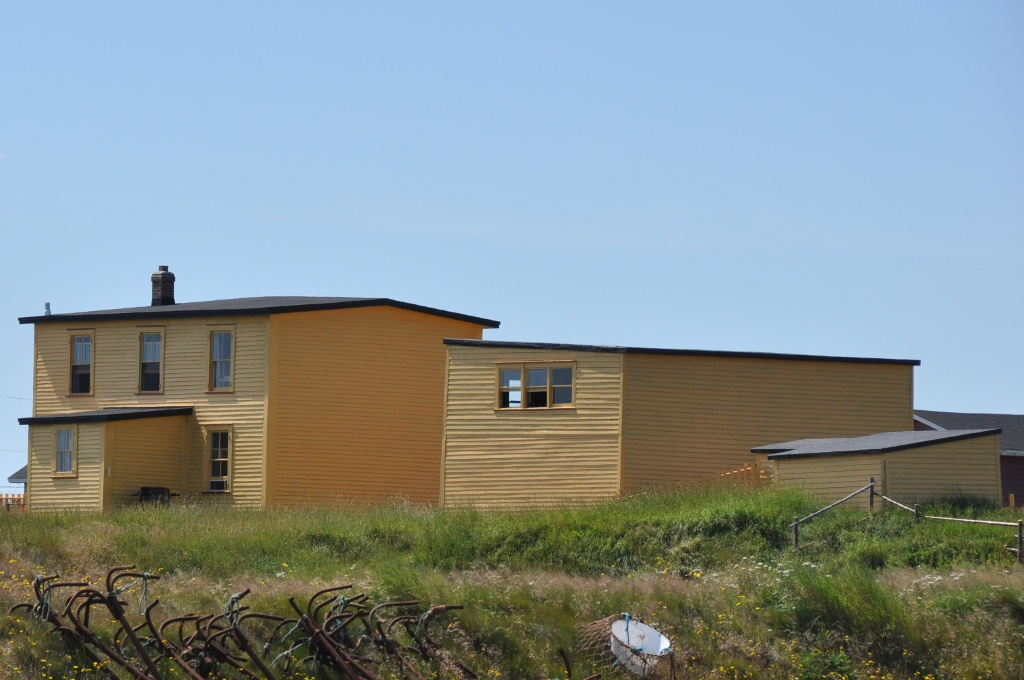

Ochre Pit Cove est une localité canadienne située sur l'île de Terre-Neuve dans la province de Terre-Neuve-et-Labrador.